# Cornel Mărculescu
Cornel Mărculescu, né le 17 juillet 1941 à Bucarest, est un joueur et un arbitre de water-polo ainsi qu'un dirigeant sportif roumain.

## Biographie
Cornel Mărculescu est diplômé de l'Académie roumaine d'éducation physique et de sport en 1964. Médaillé de bronze à l'Universiade d'été de 1965 à Budapest, il termine cinquième du tournoi de water-polo aux Jeux olympiques d'été de 1968 à Tokyo avec la sélection nationale roumaine, avec lequel il compte 165 matchs entre 1958 et 1970.
Il est ensuite arbitre de 1970 à 1980, officiant notamment lors de la finale du tournoi de water-polo aux Jeux olympiques d'été de 1972.
Il est directeur technique de la Fédération roumaine de natation de 1970 à 1980, secrétaire d'honneur du Comité technique de water-polo de la Fédération internationale de natation (FINA) de 1978 à 1980 puis directeur technique de la Fédération espagnole de natation de 1980 à 1986. Il est, de 1986 à mars 2021 (date de sa démission), directeur exécutif de la FINA, et membre de la Fédération roumaine de natation depuis 2000.